# Allomyia tripunctata
Allomyia tripunctata là một loài Trichoptera trong họ Apataniidae. Chúng phân bố ở miền Tân bắc.